# 日本出版社
株式会社日本出版社（にほんしゅっぱんしゃ）は、東京都新宿区に本社を置いた日本の出版社。日中戦争時代に創業、戦後は主に成人向けの娯楽雑誌を出版してきたが、1990年代以降、廃業までの間、一般向けの出版物の比重も高くなった。

## 沿革
1938年、大日本帝国海軍の委託により出征先の兵士向けの慰問雑誌『戦線文庫』を発行する戦線文庫編纂所として発足。同編纂所の設立には文藝春秋社の社主だった菊池寛が関わっていたとされる。1939年には興亜日本社として改組され、戦線文庫の発行の中心人物であった笠倉寧之（矢崎寧之）が社長に就任。笠倉は文藝春秋社の元社員で、菊地の片腕だったと言われる。戦線文庫は太平洋戦争の終戦までに82号が発行されたものの、その性格上国立国会図書館にも収蔵されず、長年にわたり実態が不明であったが、2005年に日本出版社によって一部の復刻が実現し、戦史研究家の間で大きな反響を呼んだ。
終戦に伴い日本社と社名を変更。カストリ雑誌ブームにのり、『にっぽん』『文学51』『婦女界』『文芸倶楽部』『週刊実話読物』などの雑誌を刊行。
1965年12月の矢崎泰久による、雑誌『話の特集』は創刊時は日本社から刊行されていた。笠倉寧之の病気により、社長も矢崎泰久に交代。1966年に日本社は倒産し、『話の特集』も休刊する。
同1966年には現社名の日本出版社となったという記述が本項目にあったが、赤塚不二夫責任編集の雑誌「まんがNo.1」は、1972年から1973年に「日本社」から刊行されている。
戦後は一貫して大衆路線をとり、成人向けの娯楽雑誌を主に手がけてきた。代表的な雑誌は戦後間もなく創刊された『にっぽん実話読物』で、官能小説を中心とした有力実話誌として、1980年代まで発行が続けられた。同誌の別冊として発行された『別冊実話読物』や『SMクラブ』などの派生誌もあった。
1970年代以降、矢崎寧之の息子で、ジャーナリスト・矢崎泰久の弟でもある矢崎泰夫が出版事業の中心となり、1986年には寧之の死去により代表に就任した。この間、1980年には『にっぽん実話読物』に替わる成人誌『Vコミック』、1984年には美少女コミック誌『ペパーミントCOMIC』（後に『COMICレモンクラブ』）、1986年にはミリタリーコミック誌『コンバットコミック』が創刊され、1990年代にかけてはアダルトものとミリタリーものが出版物の主軸となった。雑誌連載作品のうち、官能小説は『アップル・ノベルズ』（1979年-）、『エクセル・ノベルズ』（1996年-）として、美少女コミックとミリタリーコミックはそれぞれ『アップル・コミックス』（1986年-）と『ボム・コミックス』（1986年-）として単行本化された。
1980年代末より、成人向けコミックの販売に対する規制の動きが各地で強まる中で、社長の矢崎は出版社側の立場を代弁する論客としてメディアにしばしば登場した。1990年代以降は出版物ラインナップの多角化が図られ、前述のアダルトものやミリタリーものに加え、旅行ガイドをはじめとする実用書的なムックなどを刊行するようになった。中でも目立つのが猫に関する出版物で、これは「ただの猫好き」を自称する矢崎の影響が大きいとみられる。雑誌『猫びより』『ネコまる』、漫画雑誌『ねこのしっぽ』『ねこまんま』などに加え、岩合光昭・新美敬子などの動物写真家による猫や犬の写真集、カレンダーも発行していた。
1990年代は『Vコミック』と『レモンクラブ』の発行部数が最も多い時期が続いたが、両誌とも2006年に休刊扱いとなっており、翌年時点では一般向け出版物の比重がより高くなってきた。
2012年7月に代表の体調不良と後継者不在により廃業（事業廃止）し、『猫びより』と『ネコまる』は辰巳出版に移管。会社としては以降実質休眠法人化した後、2021年4月に大阪市の「株式会社サンドール（現:HBSホールディングス株式会社）」に吸収合併され正式に解散している。

## 廃業時の主な出版物
- 猫びより
- ナンパ写真MAGAZINEカメラ天国